# Ayhan Akman
Ayhan Akman (İnegöl, 23 febbraio 1977) è un dirigente sportivo, allenatore di calcio ed ex calciatore turco, di ruolo centrocampista, direttore dell'area professionale del Galatasaray.

## Carriera

### Club
Debutta a diciassette anni nel Gaziantepspor. Raggiunge e supera le 100 presenze con il club, prima di essere ceduto al Beşiktaş. Durante questa esperienza non si aggiudica alcun trofeo, riuscendo poi a vincere il campionato alla prima stagione con il Galatasaray.

### Nazionale
Ha debuttato in Nazionale a ventun'anni, prima del passaggio al Beşiktaş. Ha collezionato 22 presenze in tutto, venendo convocato in occasione del campionato d'Europa 2000 e del campionato d'Europa 2008.

## Palmarès

### Giocatore

#### Competizioni nazionali
- Coppa di Atatürk: 1

Beşiktaş: 2000
- Campionato turco: 4

Galatasaray: 2001-2002, 2005-2006, 2007-2008, 2011-2012
- Coppa di Turchia: 1

Galatasaray: 2004-2005
- Supercoppa di Turchia: 1

Galatasaray: 2008